# Metro-Goldwyn-Mayer
Metro–Goldwyn–Mayer Inc., hay MGM, là một tập đoàn truyền thông của nước Mỹ, hoạt động chủ yếu trong lĩnh vực sản xuất phim truyện và chương trình truyền hình.
MGM được thành lập năm 1924 khi Marcus Loew thâu tóm Metro Pictures, Goldwyn Pictures Corporation và Louis B. Mayer Pictures. Loew hợp nhất ba tập đoàn và Mayer là đầu não sản xuất chính. Metro–Goldwyn–Mayer được dự định cung cấp phim truyện cao cấp cho chuỗi nhà hát Loew và hoàn toàn thuộc sở hữu của tập đoàn giải trí Loews Cineplex Entertainment.
Suốt thời kì phim câm cho đến hết thế chiến II, Metro–Goldwyn–Mayer là tập đoàn điện ảnh hùng mạnh nhất tại Hollywood, với nguồn doanh thu khổng lồ. Vào thời điểm đỉnh cao, hãng phát hành trung bình một bộ phim mỗi tuần, cùng với nhiều chương trình và loạt phim ngắn.
Sáng lập 1924, MGM cùng với Columbia Pictures, đứng thứ 5 trong số những tập đoàn có lịch sử lâu đời nhất. Khẩu hiệu của hãng, "Ars Gratia Artis", là một câu tiếng Latin có nghĩa là "Nghệ thuật vì nghệ thuật".
Ngày 16 tháng 4 năm 2009, MGM đã kỉ niệm 85 năm ngày thành lập.